# Lasiopogon soffneri
Lasiopogon soffneri là một loài ruồi trong họ Asilidae. Lasiopogon soffneri được Hradský & Moucha miêu tả năm 1964. Loài này phân bố ở vùng Cổ Bắc giới.